# Summit Lake, Timiskaming District
Summit Lake är en sjö i Kanada.   Den ligger i Timiskaming District och provinsen Ontario, i den sydöstra delen av landet, 400 km nordväst om huvudstaden Ottawa. Summit Lake ligger 325 meter över havet. Den ligger vid sjöarna  Hearst Lake och Johnson Lake.
I omgivningarna runt Summit Lake växer i huvudsak blandskog. Trakten runt Summit Lake är nära nog obefolkad, med mindre än två invånare per kvadratkilometer.